# TJM3 (エンジン)

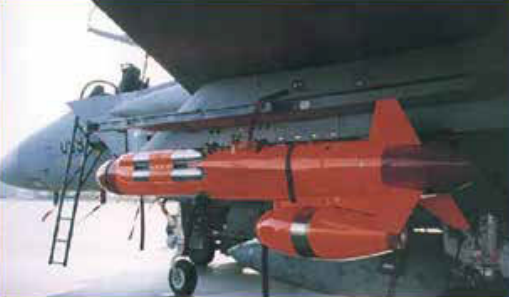
TJM3を搭載したJ/AQM-1標的機

TJM3は三菱重工業によって開発された標的機用の小型ターボジェットエンジンである。

## 概要
従来、航空自衛隊の使用する訓練用標的機は外国から輸入していたが、国産で開発することとなり、その推進用エンジンとして開発された。1984年（昭和59年）に開発が開始され、機体（富士重工業製：J/AQM-1）と共に1987年（昭和62年）に量産が開始された。
本機は地対艦ミサイルのサステナエンジン「J4-1」をベースに開発された。30,000フィートの高空で問題なく始動・運用できるように制御アルゴリズムを変更されている。また、部品点数を簡素化して低価格化が図られている。
当時、日本には大きな高空試験装置が無く、高空での性能や着火性を確認するために、エジェクタを使用した簡易高空試験装置のほか、西ドイツのシュトゥットガルト大学の高空試験装置を使用した。

## 仕様
- 形式: 1軸ターボジェットエンジン[2]
- 圧縮機: 遠心一段
- 燃焼器: 逆流式アニュラー型
- タービン: 軸流一段